# Vila Alta
Vila Alta är en kommun i Brasilien.   Den ligger i delstaten Paraná, i den södra delen av landet, 1 100 km sydväst om huvudstaden Brasília. Antalet invånare är 3 206.
Trakten runt Vila Alta består i huvudsak av gräsmarker. Runt Vila Alta är det mycket glesbefolkat, med 3 invånare per kvadratkilometer.